# بوریالیس
بوریالیس (انگلیسی: Borealis AG) شرکت صنایع پتروشیمی اتریشی است، که در سال ۱۹۹۴ تأسیس شد.